# Laurent Boutonnat
Laurent Boutonnat (París, Francia, 14 de junio de 1961) es un músico, productor y director de películas y videos musicales francés, conocido principalmente por su trabajo con la cantante Mylène Farmer.

## Álbumes
Compositor y productor de los siguientes álbumes
- Mylène Farmer - Cendres de Lune (1986)
- Mylène Farmer - Ainsi soit je... (1989)
- Mylène Farmer - L'autre... (1991)
- Mylène Farmer - Dance Remixes (1992)
- Mylène Farmer - Anamorphosée (1995)
- Nathalie Cardone - Nathalie Cardone (1999)
- Mylène Farmer - Innamoramento (1999)
- Alizée - Gourmandises (2000)
- Mylène Farmer - Les Mots (2001)
- Alizée - Mes courants électriques... (2003)
- Mylène Farmer - Avant que l'ombre... (2005)
- Mylène Farmer - Point de Suture (2008)
- Mylène Farmer - Monkey Me (2012)
- Julia- Passe... comme tu sais (2020)

## Películas
- Ballade de la Féconductrice (1978)
- Giorgino (1994)
- Jacquou le Croquant (2007)

## Bandas sonoras de películas
- Giorgino (1994)
- Le Pèlerin (1995)
- Jacquou le Croquant (2006)